# Nội các Lý Hiển Long thứ năm
Nội các Lý Hiển Long thứ năm của Chính phủ Singapore được công bố vào ngày 25 tháng 7 năm 2020 sau cuộc tổng tuyển cử 2020 vào ngày 10 tháng 7 năm 2020, và có hiệu lực từ ngày 27 tháng 7 năm 2020.
Có bảy thành viên nội các mới, trong đó sáu người là những nghị viên mới được bầu:
- Tan See Leng – Bộ trưởng (mới được bầu).
- Gan Siow Huang – Quốc vụ khanh (mới được bầu).
- Alvin Tan – Quốc vụ khanh từ 1 tháng 9 năm 2020 (mới được bầu).
- Desmond Tan – Quốc vụ khanh (mới được bầu).
- Tan Kiat How – Quốc vụ khanh (mới được bầu).
- Eric Chua – Thứ trưởng Chính vụ (mới được bầu).
- Rahayu Mahzam – Thứ trưởng Chính vụ từ 1 tháng 9 năm 2020.

Ngoài ra, có sáu thành viên nội các cũ mãn nhiệm là:
- Khaw Boon Wan – cựu Bộ trưởng điều phối (nghỉ hưu).
- Ng Chee Meng – cựu Bộ trưởng (không được bầu).
- Lam Pin Min – cựu Quốc vụ khanh cấp cao (không được bầu).
- Sam Tan – cựu Quốc vụ khanh (nghỉ hưu).
- Amrin Amin – cựu Thứ trưởng Chính vụ cấp cao (không được bầu).
- Tan Wu Meng – cựu Thứ trưởng Chính vụ cấp cao (nghỉ hưu).

## Thành phần ban đầu

### Nội các
Danh sách các Bộ trưởng và các chức vụ trong nội các mới đã được công bố vào ngày 25 tháng 7 năm 2020. Trong một cuộc họp báo, Thủ tướng Lý Hiển Long nói: "Tôi sẽ luân chuyển các bộ trưởng, đặc biệt là những người trẻ tuổi, để gia tăng sự cọ xát và kinh nghiệm [của họ] Chúng tôi sẽ thường xuyên cải tổ Nội các như vậy với mục đích nhằm giúp các thành viên Nội các được tiếp xúc, nắm bắt cả chiều rộng và chiều sâu đối với mọi lĩnh vực, để có thể hiểu được sự phức tạp của các vấn đề và góc nhìn từ các khía cạnh khác nhau."
Thứ trưởng Chính vụ là chức vụ mà được Thủ tướng đề nghị Tổng thống bổ nhiệm một nghị viên thuộc nghị viện giúp việc cho Bộ trưởng ở một số lĩnh vực nhất định. Bên cạnh đó, một số thành viên của nội các hoặc một Bộ trưởng của bộ này cũng có thể được bổ nhiệm làm Bộ trưởng thứ hai của bộ khác.
| Chức vụ / Bộ ngành                                | Tên                                   | Ảnh                    | Ngày nhậm chức      |
| ------------------------------------------------- | ------------------------------------- | ---------------------- | ------------------- |
| Thủ tướng                                         | Lý Hiển Long 李显龙                   | Lee Hsien Loong        | 12 tháng 8 năm 2004 |
| Phó Thủ tướng                                     | Heng Swee Keat 王瑞杰                 | Heng Swee Keat         | 1 tháng 5 năm 2019  |
| Bộ trưởng điều phối Chính sách Kinh tế            | Heng Swee Keat 王瑞杰                 | Heng Swee Keat         | 27 tháng 7 năm 2020 |
| Bộ trưởng Bộ Tài chính                            | Heng Swee Keat 王瑞杰                 | Heng Swee Keat         | 1 tháng 10 năm 2015 |
| Cố vấn Quốc vụ                                    | Teo Chee Hean 张志贤                  | Teo Chee Hean          | 1 tháng 5 năm 2019  |
| Bộ trưởng điều phối An ninh Quốc gia              | Teo Chee Hean 张志贤                  | Teo Chee Hean          | 1 tháng 10 năm 2015 |
| Cố vấn Quốc vụ                                    | Tharman Shanmugaratnam தர்மன் சண்முகரத்தினம் | Tharman Shanmugaratnam | 1 tháng 5 năm 2019  |
| Bộ trưởng điều phối Chính sách Xã hội             | Tharman Shanmugaratnam தர்மன் சண்முகரத்தினம் | Tharman Shanmugaratnam | 1 tháng 10 năm 2015 |
| Bộ trưởng Bộ Truyền thông và Thông tin            | S. Iswaran எஸ். ஈஸ்வரன்                  | S. Iswaran             | 1 tháng 5 năm 2018  |
| Bộ trưởng phụ trách Quan hệ Thương mại            | S. Iswaran எஸ். ஈஸ்வரன்                  | S. Iswaran             | 1 tháng 5 năm 2018  |
| Bộ trưởng Bộ Văn hoá, Cộng đồng và Thanh niên     | Edwin Tong 唐振辉                     |                        | 27 tháng 7 năm 2020 |
| Bộ trưởng thứ hai Bộ Tư pháp                      | Edwin Tong 唐振辉                     |                        | 27 tháng 7 năm 2020 |
| Bộ trưởng Bộ Quốc phòng                           | Ng Eng Hen 黄永宏                     | Ng Eng Hen             | 1 tháng 10 năm 2015 |
| Bộ trưởng Bộ Giáo dục                             | Lawrence Wong 黄循财                  | Lawrence Wong          | 27 tháng 7 năm 2020 |
| Bộ trưởng thứ hai Bộ Tài chính                    | Lawrence Wong 黄循财                  | Lawrence Wong          | 22 tháng 8 năm 2016 |
| Bộ trưởng Bộ Ngoại giao                           | Vivian Balakrishnan விவியன் பாலகிருஷ்ணன்      | Vivian Balakrishnan    | 1 tháng 10 năm 2015 |
| Bộ trưởng phụ trách Sáng kiến Quốc gia Thông minh | Vivian Balakrishnan விவியன் பாலகிருஷ்ணன்      | Vivian Balakrishnan    | 1 tháng 10 năm 2015 |
| Bộ trưởng Bộ Y tế                                 | Gan Kim Yong 颜金勇                   | Gan Kim Yong           | 21 tháng 5 năm 2011 |
| Bộ trưởng Bộ Nội vụ                               | K. Shanmugam காசிவிஸ்வநாதன் சண்முகம்           |                        | 1 tháng 10 năm 2015 |
| Bộ trưởng Bộ Tư pháp                              | K. Shanmugam காசிவிஸ்வநாதன் சண்முகம்           | 1 tháng 5 năm 2008     |                     |
| Bộ trưởng Bộ Nhân lực                             | Josephine Teo 杨莉明                  | Josephine Teo          | 1 tháng 5 năm 2018  |
| Bộ trưởng thứ hai Bộ Nội vụ                       | Josephine Teo 杨莉明                  | Josephine Teo          | 11 tháng 9 năm 2017 |
| Bộ trưởng Bộ Phát triển Quốc gia                  | Desmond Lee 李智陞                    | Desmond Lee            | 27 tháng 7 năm 2020 |
| Bộ trưởng phụ trách Tích hợp Dịch vụ Xã hội       | Desmond Lee 李智陞                    | Desmond Lee            | 27 tháng 7 năm 2020 |
| Bộ trưởng Bộ Phát triển Gia đình và Xã hội        | Masagos Zulkifli ماسڬوس ذوالكفل       | Masagos Zulkifli       | 27 tháng 7 năm 2020 |
| Bộ trưởng phụ trách Các vấn đề Hồi giáo           | Masagos Zulkifli ماسڬوس ذوالكفل       | Masagos Zulkifli       | 1 tháng 5 năm 2018  |
| Bộ trưởng thứ hai Bộ Y tế                         | Masagos Zulkifli ماسڬوس ذوالكفل       | Masagos Zulkifli       | 27 tháng 7 năm 2020 |
| Bộ trưởng Bộ Phát triển bền vững và Môi trường    | Grace Fu Hai Yien 傅海燕              | Grace Fu               | 27 tháng 7 năm 2020 |
| Bộ trưởng Bộ Thương mại và Công nghiệp            | Chan Chun Sing 陈振声                 | Chan Chun Sing         | 1 tháng 5 năm 2018  |
| Bộ trưởng phụ trách Dịch vụ Công cộng             | Chan Chun Sing 陈振声                 | Chan Chun Sing         | 1 tháng 5 năm 2018  |
| Bộ trưởng Bộ Giao thông                           | Ong Ye Kung 王乙康                    | Ong Ye Kung            | 27 tháng 7 năm 2020 |
| Bộ trưởng Văn phòng Thủ tướng                     | Maliki Osman محمد مالكي بن عثمان      | Maliki Osman           | 27 tháng 7 năm 2020 |
| Bộ trưởng thứ hai Bộ Giáo dục                     | Maliki Osman محمد مالكي بن عثمان      | Maliki Osman           | 27 tháng 7 năm 2020 |
| Bộ trưởng thứ hai Bộ Nội vụ                       | Maliki Osman محمد مالكي بن عثمان      | Maliki Osman           | 27 tháng 7 năm 2020 |
| Bộ trưởng Văn phòng Thủ tướng                     | Tan See Leng 陈诗龙                   | Tan See Leng           | 27 tháng 7 năm 2020 |
| Bộ trưởng thứ hai Bộ Nhân lực                     | Tan See Leng 陈诗龙                   | Tan See Leng           | 27 tháng 7 năm 2020 |
| Bộ trưởng thứ hai Bộ Thương mại và Công nghiệp    | Tan See Leng 陈诗龙                   | Tan See Leng           | 27 tháng 7 năm 2020 |
| Bộ trưởng Văn phòng Thủ tướng                     | Indranee Thurai Rajah இந்திராணி ராஜா        | Indranee Rajah         | 1 tháng 5 năm 2018  |
| Bộ trưởng thứ hai Bộ Phát triển Quốc gia          | Indranee Thurai Rajah இந்திராணி ராஜா        | Indranee Rajah         | 27 tháng 7 năm 2020 |
| Bộ trưởng thứ hai Bộ Tài chính                    | Indranee Thurai Rajah இந்திராணி ராஜா        | Indranee Rajah         | 1 tháng 5 năm 2018  |

### Quốc vụ khanh cấp cao
- Chee Hong Tat: Bộ Nội vụ, Bộ Giao thông
- Heng Chee How: Bộ Quốc phòng
- Amy Khor: Bộ Giao thông, Bộ Phát triển bền vững và Môi trường
- Koh Poh Koon: Bộ Y tế
- Janil Puthucheary: Bộ Y tế, Bộ Truyền thông và Thông tin
- Sim Ann: Bộ Phát triển Quốc gia, Bộ Truyền thông và Thông tin
- Zaqy Mohamad: Bộ Nhân lực, Bộ Quốc phòng

### Quốc vụ khanh
- Muhammad Faishal Ibrahim: Bộ Nội vụ, Bộ Phát triển Quốc gia
- Gan Siow Huang: Bộ Giáo dục, Bộ Nhân lực
- Low Yen Ling: Bộ Văn hoá, Cộng đồng và Thanh niên; Bộ Thương mại và Công nghiệp
- Sun Xueling: Bộ Giáo dục, Bộ Phát triển Gia đình và Xã hội
- Alvin Tan: Bộ Văn hoá, Cộng đồng và Thanh niên; Bộ Thương mại và Công nghiệp (từ 1 tháng 9 năm 2020)
- Desmond Tan: Bộ Nội vụ, Bộ Phát triển bền vững và Môi trường
- Tan Kiat How: Văn phòng Thủ tướng, Bộ Phát triển Quốc gia

### Thứ trưởng Chính vụ cấp cao
- Baey Yam Keng: Bộ Giao thông

### Thứ trưởng Chính vụ
- Eric Chua: Bộ Văn hoá, Cộng đồng và Thanh niên; Bộ Phát triển Gia đình và Xã hội
- Rahayu Mahzam: Bộ Y tế (từ 1 tháng 9 năm 2020)

## Nội các hiện tại

### Kể từ 27 tháng 7 năm 2020
| Bộ                                         | Bộ trưởng | Quốc vụ khanh                                                                                               | Thứ trưởng Chính vụ (nghị viên thuộc nghị viện được bổ nhiệm giúp việc cho Bộ trưởng) |
| ------------------------------------------ | --- | --- | ------------------------------------------------------------------------------------- |
| Văn phòng Thủ tướng (PMO)                  | - Lý Hiển Long (Thủ tướng) - Heng Swee Keat (Phó Thủ tướng và Bộ trưởng điều phối Chính sách Kinh tế) - Teo Chee Hean (Cố vấn quốc vụ và Bộ trưởng điều phối An ninh quốc gia) - Tharman Shanmugaratnam (Cố vấn quốc vụ và Bộ trưởng điều phối Chính sách Xã hội) - Indranee Rajah (Bộ trưởng) - Maliki Osman (Bộ trưởng) - Tan See Leng (Bộ trưởng) | - Tan Kiat How (Quốc vụ khanh)                                                                              |                                                                                       |
| Bộ Truyền thông và Thông tin (MCI)         | - S. Iswaran | - Sim Ann (Quốc vụ khanh cấp cao) - Janil Puthucheary (Quốc vụ khanh cấp cao)                               |                                                                                       |
| Bộ Văn hoá, Cộng đồng và Thanh niên (MCCY) | - Edwin Tong | - Low Yen Ling (Quốc vụ khanh) - Alvin Tan (Quốc vụ khanh từ 1 tháng 9 năm 2020)                            | - Eric Chua (Thứ trưởng Chính vụ)                                                     |
| Bộ Quốc phòng (MINDEF)                     | - Ng Eng Hen | - Heng Chee How (Quốc vụ khanh cấp cao) - Zaqy Mohamad (Quốc vụ khanh cấp cao)                              |                                                                                       |
| Bộ Giáo dục (MOE)                          | - Lawrence Wong - Maliki Osman (Bộ trưởng thứ hai) | - Sun Xueling (Quốc vụ khanh) - Gan Siow Huang (Quốc vụ khanh)                                              |                                                                                       |
| Bộ Tài chính (MOF)                         | - Heng Swee Keat - Lawrence Wong (Bộ trưởng thứ hai) - Indranee Rajah (Bộ trưởng thứ hai) | |                                                                                       |
| Bộ Ngoại giao (MFA)                        | - Vivian Balakrishnan - Maliki Osman (Bộ trưởng thứ hai) | - Chee Hong Tat (Quốc vụ khanh cấp cao)                                                                     |                                                                                       |
| Bộ Y tế (MOH)                              | - Gan Kim Yong - Masagos Zulkifli (Bộ trưởng thứ hai) | - Koh Poh Koon (Quốc vụ khanh cấp cao) - Janil Puthucheary (Quốc vụ khanh cấp cao)                          | - Rahayu Mahzam (Thứ trưởng Chính vụ từ 1 tháng 9 năm 2020)                           |
| Bộ Nội vụ (MHA)                            | - K. Shanmugam - Josephine Teo (Bộ trưởng thứ hai) | - Muhammad Faishal Ibrahim (Quốc vụ khanh) - Desmond Tan (Quốc vụ khanh)                                    |                                                                                       |
| Bộ Tư pháp (MINLAW)                        | - K. Shanmugam - Edwin Tong (Bộ trưởng thứ hai) | |                                                                                       |
| Bộ Nhân lực (MOM)                          | - Josephine Teo - Tan See Leng (Bộ trưởng thứ hai) | - Zaqy Mohamad (Quốc vụ khanh cấp cao) - Gan Siow Huang (Quốc vụ khanh)                                     |                                                                                       |
| Bộ Phát triển Quốc gia (MND)               | - Desmond Lee - Indranee Rajah (Bộ trưởng thứ hai) | - Sim Ann (Quốc vụ khanh cấp cao) - Muhammad Faishal Ibrahim (Quốc vụ khanh) - Tan Kiat How (Quốc vụ khanh) |                                                                                       |
| Bộ Phát triển Gia đình và Xã hội (MSF)     | - Masagos Zulkifli - Desmond Lee (Bộ trưởng phụ trách Tích hợp Dịch vụ Xã hội) | - Sun Xueling (Quốc vụ khanh)                                                                               | - Eric Chua (Thứ trưởng Chính vụ)                                                     |
| Bộ Phát triển bền vững và Môi trường(MSE)  | - Grace Fu | - Amy Khor (Quốc vụ khanh cấp cao) - Desmond Tan (Quốc vụ khanh)                                            |                                                                                       |
| Bộ Thương mại và Công nghiệp (MTI)         | - Chan Chun Sing - S. Iswaran (Bộ trưởng phụ trách Quan hệ Thương mại) - Tan See Leng (Bộ trưởng thứ hai) | - Low Yen Ling (Quốc vụ khanh) - Alvin Tan (Quốc vụ khanh từ 1 tháng 9 năm 2020)                            |                                                                                       |
| Bộ Giao thông (MOT)                        | - Ong Ye Kung | - Amy Khor (Quốc vụ khanh cấp cao) - Chee Hong Tat (Quốc vụ khanh cấp cao)                                  | - Baey Yam Keng (Thứ trưởng Chính vụ cấp cao)                                         |